# Weinbau auf den Kapverden

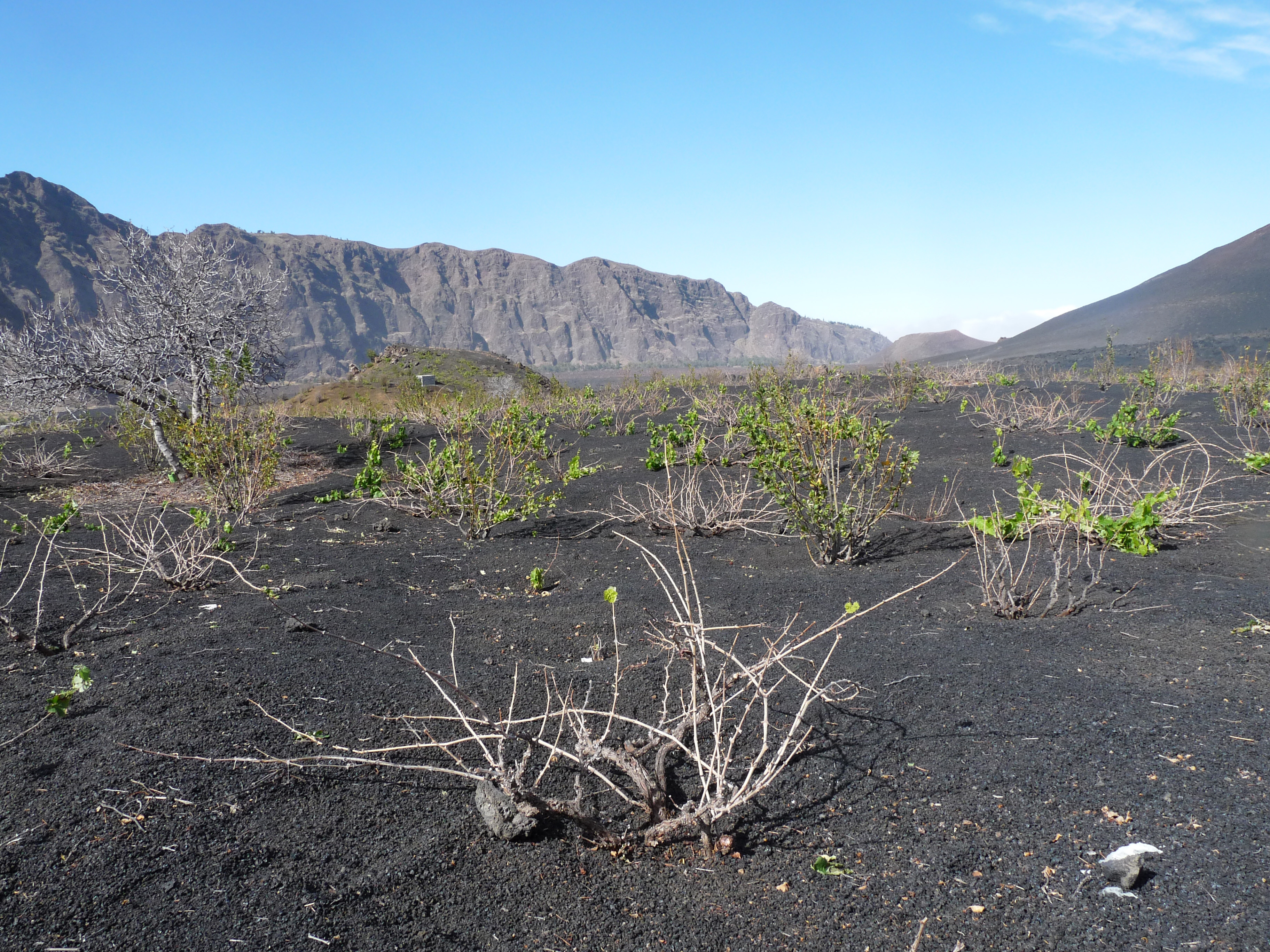
„Weinberg“ in der Chá de Caldeiras

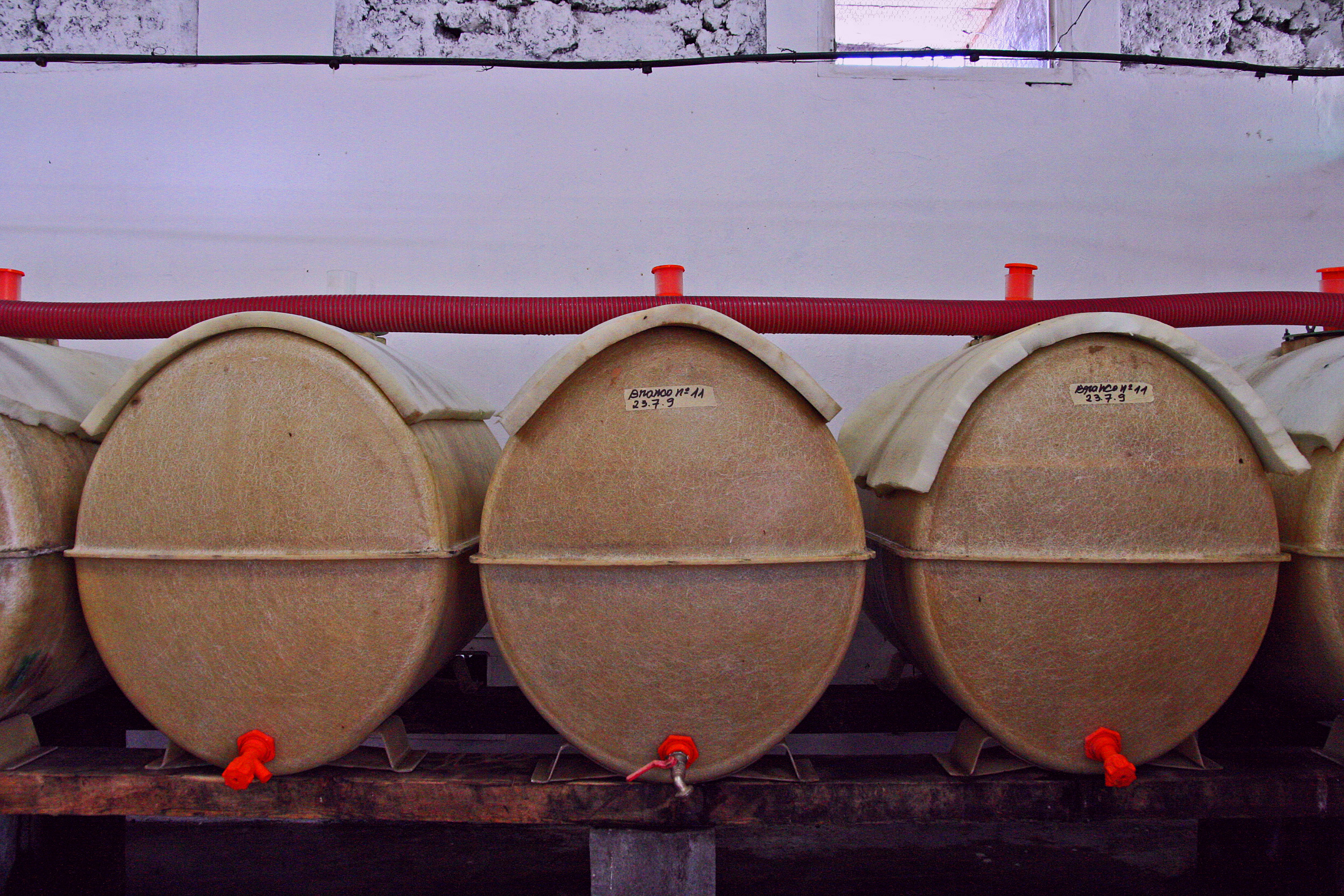
Gebinde einer Kellerei in der Chá de Caldeiras

Der Weinbau auf den Kapverden konzentriert sich auf die Insel Fogo und hier auf die Caldera Chá de Caldeira.
Weinreben wurden erst im 19. Jahrhundert von dem französischen Grafen Montrond auf einem Zwischenstopp auf der Reise nach Brasilien mitgebracht.
Weinbau wird in nennenswertem Umfang nur in der vulkanischen „Mondlandschaft“ der Chã das Caldeiras betrieben. Wegen der Knappheit von landwirtschaftlichen Nutzflächen und Wasser werden Flächen genutzt, auf denen außer Wein keine andere Kultur gedeiht.
Die Trauben wurden als Mischkultur mit Obst und Gemüse angebaut und von einer 1995 gegründeten lokalen Winzergenossenschaft ausgebaut. Bei einem Vulkanausbruch des Pico do Fogo im November 2014 zerstörten Lavaströme die Kellerei und zwei Dörfer, verschonten aber weitgehend die Weinstöcke. Die jährliche Erntemenge betrug damals etwa 1000 Hektoliter.
Das nahe gelegene Weingut Vinha Maria Chaves war vom Ausbruch nicht betroffen. Auf Initiative des aus dem italienischen Piemont stammenden Kapuziners Ottavio Fasano wurden dort 2005 auf 23 Hektar 100.000 Weinreben angepflanzt. Er initiierte auch den Bau einer neuen, 2000 m² großen Kellerei mit moderner Ausrüstung. Zur Bewässerung der Reben auf der extrem ariden Insel wurden Brunnen bis auf 100 m Tiefe gebohrt und etwa 80 km Bewässerungsleitungen verlegt. Im Weingut wird neben dem Anbau der zuvor angebauten Rebsorten französischer und portugiesischer Herkunft mit Hilfe Südtiroler Önologen und Kellermeister mit etwa 20 hauptsächlich italienischen Rebsorten experimentiert.